# 欧图瓦松
欧图瓦松（法語：Authoison，法語發音：[otwazɔ̃]）是法国上索恩省的一个市镇，属于沃苏勒区。

## 地理
欧图瓦松（47°29'22"N, 6°8'50"E）面积16.02 平方千米，位于法国勃艮第-弗朗什-孔泰大區上索恩省，该省份为法国东部内陆省份，北起顺时针与孚日省、贝尔福地区省、杜省、汝拉省、科多尔省和上马恩省接壤。
与欧图瓦松接壤的市镇（或旧市镇、城区）包括：菲兰、吕昂、维莱菲兰、克诺什。

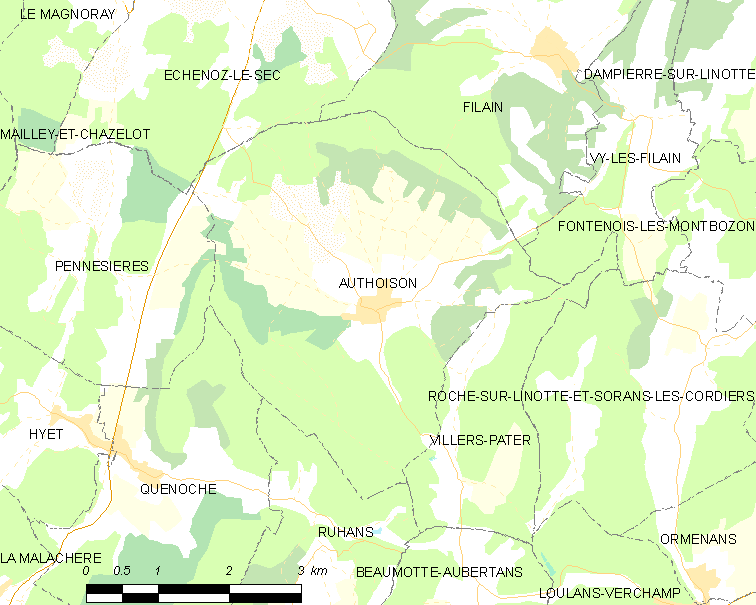
欧图瓦松的OSM定位图

欧图瓦松的时区为UTC+01:00、UTC+02:00（夏令时）。

## 行政
欧图瓦松的邮政编码为70190，INSEE市镇编码为70038。

## 政治
欧图瓦松所属的省级选区为里奥县。

## 人口

1962-2008年间欧图瓦松人口变化图示

欧图瓦松于2022年1月1日时的人口数量为314人。